# 浜町 (佐賀県)
浜町（はままち）は、佐賀県藤津郡にあった町。

## 歴史
- 1889年（明治22年）4月1日 - 町村制の施行により、藤津郡八本木村が村制施行し、八本木村が発足。
- 1918年（大正7年）8月3日 - 八本木村が町制施行し、浜町と改称。
- 1954年（昭和29年）4月1日 - 藤津郡鹿島町、能古見村、鹿島村、古枝村と合併し鹿島市を新設して消滅。

## 名所・旧跡・観光スポット・祭事・催事
- 鹿島市浜庄津町浜金屋町 - 「港町・在郷町」として2006年7月5日に国の重要伝統的建造物群保存地区に選定された。
- 鹿島市浜中町八本木宿 - 「醸造町」として2006年7月5日に国の重要伝統的建造物群保存地区に選定された